# ایرریگن (اورگن)
ایرریگن (به انگلیسی: Irrigon) شهری در شهرستان مارو ایالت اورگن است و در سرشماری سال ۲۰۱۱ میلادی، ۱٬۸۲۶ نفر جمعیت داشته که نسبت به سال ۲۰۱۰، ۰٫۲۲ درصد رشد جمعیت داشته‌است.

## موقعیت جغرافیایی
موقعیت جغرافیایی شهرها و مناطق اطراف به شرح زیر است: